# BSG80 - The Super Scouts (1)
De aflevering The Super Scouts (1) is de vierde aflevering van de Galactica 1980-serie.

## Rolverdeling

### Hoofdrollen
- Commander Adama - Lorne Greene
- Boomer - Herbert Jefferson, Jr.
- Kapitein Troy - Kent McCord
- Luitenant Dillon - Barry Van Dyke
- Jamie Hamilton - Robyn Douglass
- Dokter Zee - Patrick Stuart

### Gastrollen
- Kolonel Sydell - Allan Miller

## Synopsis
Na een verrassingsaanval van de Cylons die een aantal schepen zwaar beschadigt besluit Adama om de kinderen in de vloot vermomd als Scouts naar de aarde te sturen. Troy, Dillon en Jamie krijgen de leiding over een groep. Als Troy en Dillon naar een bank gaan om goud te wisselen worden ze aangezien voor bankovervallers. Na een achtervolgingsrit door de stad weten ze ontkomen aan de politie. De kinderen zijn door de afwijkende zwaartekracht op aarde in staat om veel hoger en verder te springen dan aardse kinderen.